# Arnac-la-Poste

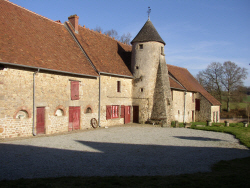
Slot Montmagner

Arnac-la-Poste is een gemeente in het Franse departement Haute-Vienne (regio Nouvelle-Aquitaine) en telt 979 inwoners (1999). De plaats maakt deel uit van het arrondissement Bellac.

## Geografie
De oppervlakte van Arnac-la-Poste bedraagt 46,7 km², de bevolkingsdichtheid is 21,0 inwoners per km².

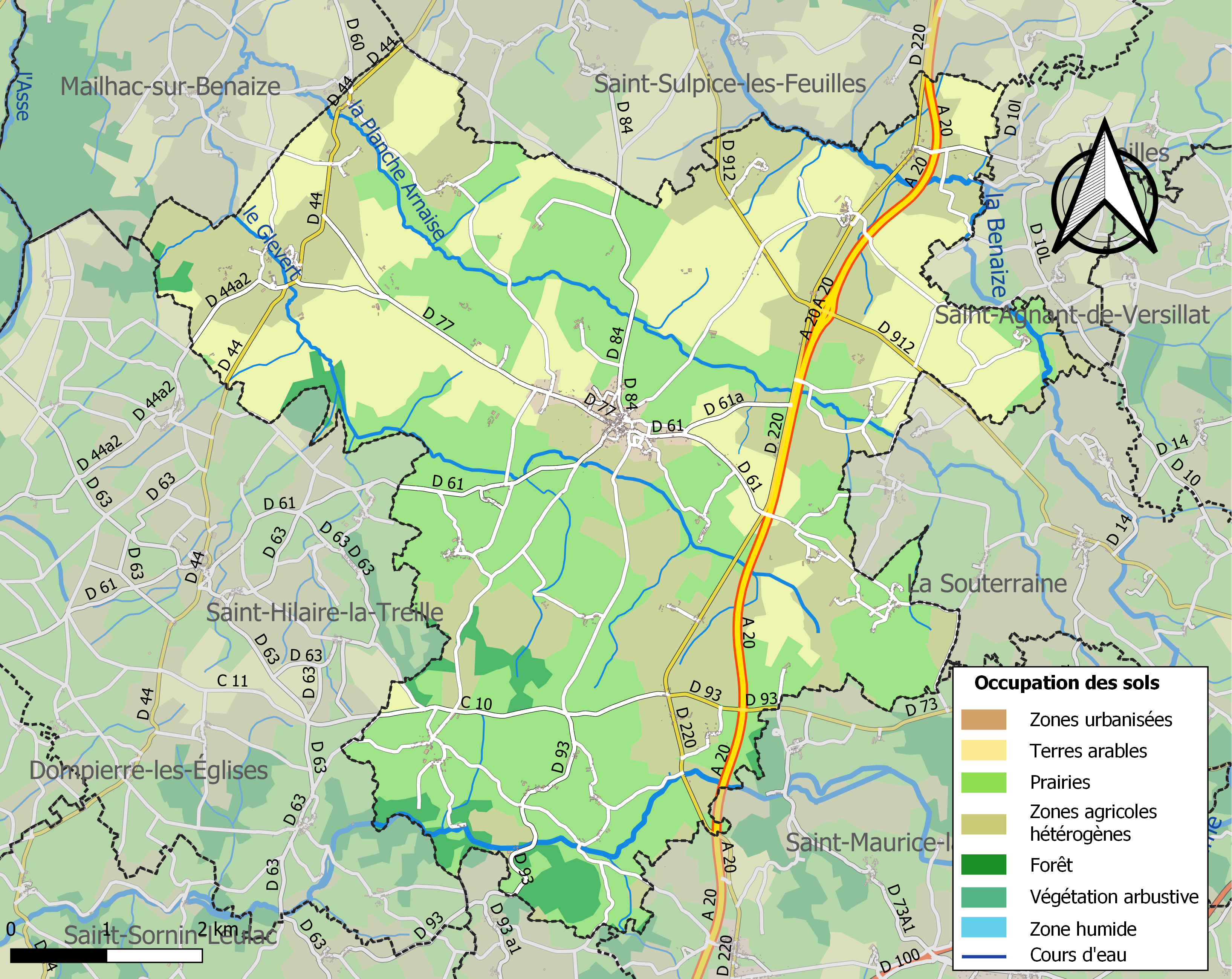
Kaart van de gemeente met de belangrijkste infrastructuur, bodemgebruik en omliggende gemeenten

## Demografie
Onderstaande figuur toont het verloop van het inwonertal (bron: INSEE-tellingen).